# Henriettea lundellii
Henriettea lundellii là một loài thực vật có hoa trong họ Mua. Loài này được (Wurdack) Almeda mô tả khoa học đầu tiên.